# Festivalul Internațional de Film Fantastic de la Avoriaz din 1987
Festivalul Internațional de Film Fantastic de la Avoriaz din 1987 (în franceză Festival international du film fantastique d'Avoriaz 1987) a fost a 15-a ediție a Festivalului Internațional de Film Fantastic de la Avoriaz. A avut loc în Alpii francezi (în stațiunea Avoriaz) în ianuarie 1987.
Filmul Catifeaua albastră regizat de David Lynch a primit Marele premiu (Grand prix) al festivalului.

## Juriu
- Philippe de Broca (președinte)
- Jean-Pierre Aumont
- Sabine Azéma
- Jean-Jacques Beineix
- Jean-Pierre Cassel
- Johnny Hallyday
- Victor Lanoux
- Sophie Marceau
- Alan Parker
- Treat Williams

## Selecție

### În competiție
- American Way ou Riders of the Storm (The American Way) de Maurice Phillips ( Regatul Unit /  Statele Unite ale Americii)
- L'Amie mortelle (Deadly Friend) de Wes Craven ( Statele Unite ale Americii)
- Biggles de John Hough ( Regatul Unit /  Statele Unite ale Americii)
- The Blue Man de George Mihalka ( Canada /  Statele Unite ale Americii)
- Blue Velvet de David Lynch ( Statele Unite ale Americii)
- Born of Fire de Jamil Dehlavi ( Regatul Unit)
- Froid comme la mort (Dead of Winter) de Arthur Penn ( Statele Unite ale Americii)
- Gothic de Ken Russell ( Regatul Unit)
- The Kindred de Jeffrey Obrow et Stephen Carpenter ( Statele Unite ale Americii)
- Manhattan Project (The Manhattan Project) de Marshall Brickman ( Statele Unite ale Americii)
- Monster in the Closet de Bob Dahlin ( Statele Unite ale Americii)
- La Mouche (The Fly) de David Cronenberg ( Statele Unite ale Americii /  Regatul Unit /  Canada)
- L'Aiguilleur (De Wisselwachter) de Jos Stelling ( Țările de Jos)
- Schmutz de Paulus Manker ( Austria)
- Vamp de Richard Wenk ( Statele Unite ale Americii)

### Secțiunea horror
- Bloody Bird (Deliria) de Michele Soavi ( Italia)
- Démons 2 (Demoni 2... L'incubo Ritorna) de Lamberto Bava ( Italia)
- Extra Sangsues (Night of the Creeps) de Fred Dekker ( Statele Unite ale Americii)
- Aux portes de l'au-delà (From Beyond) de Stuart Gordon ( Statele Unite ale Americii)
- Street Trash de Jim Muro ( Statele Unite ale Americii)

### În afara competiției
- Labyrinthe (Labyrinth) de Jim Henson ( Regatul Unit /  Statele Unite ale Americii)
- Massacre à la tronçonneuse 2 (The Tewas Chainsaw Massacre 2) de Tobe Hooper ( Statele Unite ale Americii)
- Terminus de Pierre-William Glenn ( Franța /  RDG )
- La Guerre des robots (The Transformers: The Movie) de Nelson Shin ( Statele Unite ale Americii /  Japonia)

## Premii
- Marele premiu (Grand prix): Blue Velvet de David Lynch
- Premiul special al juriului (Prix spécial du jury): La Mouche de David Cronenberg și American Way de Maurice Phillips
- Mențiune specială: Jim Van der Woude pentru interpretarea din L'Aiguilleur de Jos Stelling
- Premiul criticii (Prix de la critique): American Way de Maurice Phillips
- Prix du public: The Blue Man de George Mihalka
- Prix de la C.S.T.: Schmutz de Paulus Manker
- Antenne d'Or : American Way de Maurice Phillips
- Premiul secțiunea horror (Prix section peur): Bloody Bird de Michele Soavi